# Церковь Рождества Пресвятой Богородицы (Малый Мишкин)
Церковь Рождества Пресвятой Богородицы —  православный храм в хуторе Малый Мишкин Аксайского района Ростовской области. Относится к Аксайскому благочинию Ростовской-на-Дону епархии Русской Православной церкви. Здание церкви является региональным памятником архитектуры и истории.

## История
В начале XIX века в 2,5 км от города Новочеркасска рядом с хутором Малый Мишкин располагалось родовое поместье Платовых — Мишкинский загородный двор, Платовская дача. В середине XVIII века в живописной местности под Аксайскими горами получил дачу, то есть земельный надел, войсковой старшина Иван Федорович Платов. Здесь он устроил свой загородный двор. После смерти И. Ф. Платова дача и загородный двор перешли к его сыну Матвею Ивановичу Платову, будущему графу, Атаману Войска Донского, а затем и к внуку Ивану Матвеевичу и правнучке Марфе Ивановне (в замужестве — княгине Голицыной).
В конце 1817 года атаман Войска Донского Матвей Иванович Платов из-за болезни почти все время проводил в своем загородном доме. В декабре 1817 года он переехал в имение Еланчик под Таганрогом, там 3 января 1818 года он и скончался. Гроб с его телом перевезли в Мишкинский загородный дом, а затем в Новочеркасск, где был погребен там в родовом платовском склепе возле строящегося каменного Войскового Вознесенского Собора. В 1830-х годах был установлен памятник-надгробие М. И. Платову работы петербургского скульптора Ивана Мартоса.
Сын атамана, Иван Матвеевич стал владельцем Мишкинской дачи. В 1825 году дачу навестил император Александр I.
Позднее на Мишкинской даче жила внучка атамана, Марфа Ивановна. В 1849 году княгиня Марфа Ивановна Голицина обратилась с прошением к Архиепископу Донскому и Новочеркасскому Иоанну на собственные средства построить в хуторе новую церковь, поскольку ей и жителям хутора было далеко добираться до Вознесенского собора в Новочеркасске. Разрешение на постройку храма было дано.

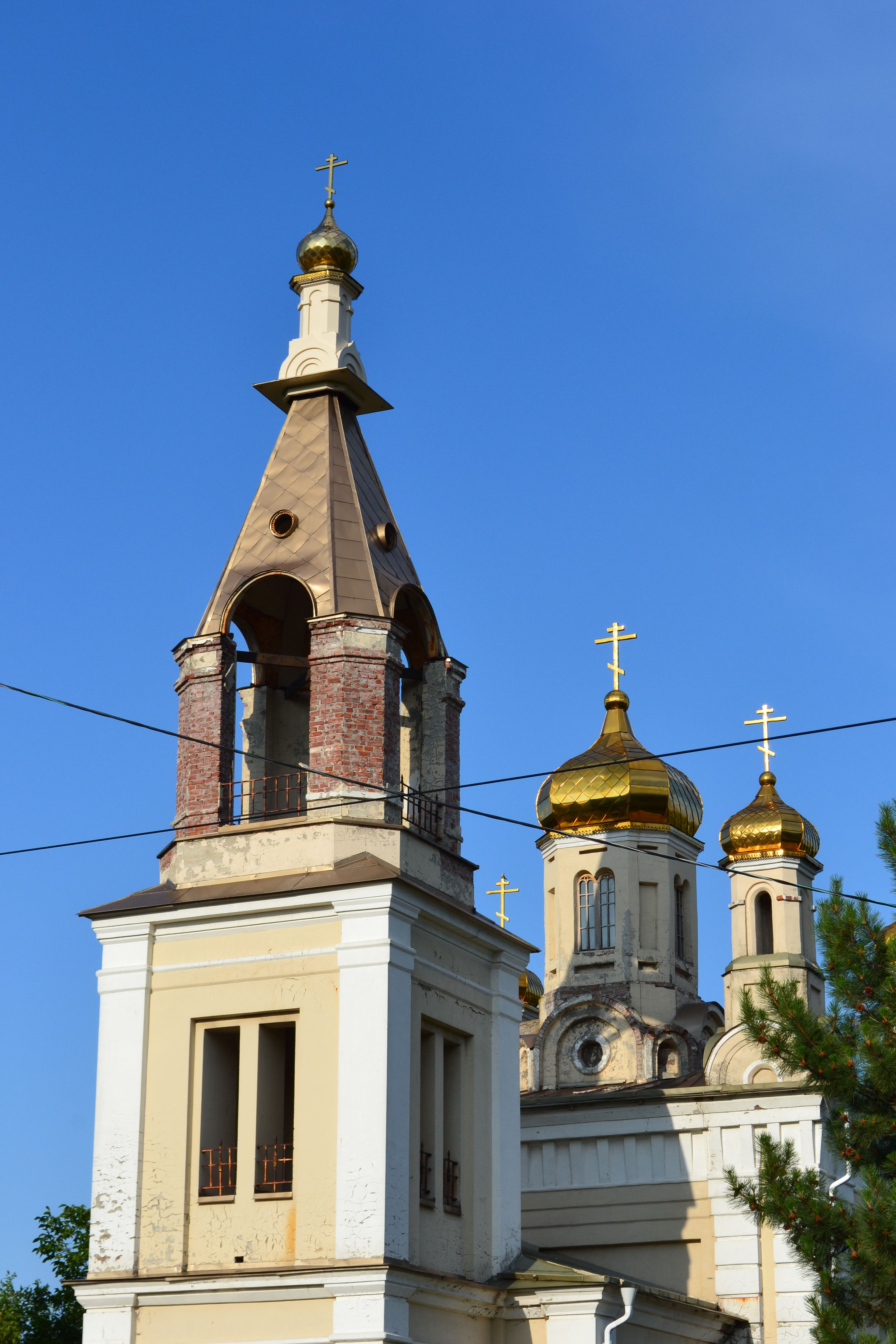
Церковь Рождества Пресвятой Богородицы

Новый храм строили по проекту архитектора Ивана Вальпреде у реки Аксай с 1855 по 1865 год. Освящён храм был во имя Рождества Пресвятой Богородицы. В 1865 году священник Иоанн Ястребов и пономарь Василий Попов произвели опись храма, написав следующее: «Рождество-Богородицкая церковь каменная, с мраморным в алтаре до половины полом и окрашенным от престола до Горняго места под мрамор; оштукатурена внутри, снаружи же покрыта масляной желтой и белой по углам краской, покрыта железом, окрашенным зеленой краской. Под церковью подвал… Кругом церкви деревянная, окрашеная в желтый цвет решетчатая ограда и каменная караульня».
В подвале храма сделали склеп, в который Иван Матвеевич Платов задумал перенести останки родителей и других членов семьи, которых хоронили в Новочеркасске в семейном склепе около строящегося каменного Вознесенского собора. Строящийся храм два раза рушился, как предполагали из-за сыпучего грунта, и были мысли перенести строительство в другое место, при этом семейный склеп Платовых остался бы в неухоженном парке у Собора. В 1868 году Иван Матвеевич просил Войскового Наказного атамана генерал-лейтенанта М. И. Черткова ходатайствовать перед Архиепископом Донским и Новочеркасским Платоном о перезахоронении родных и сообщал о пожертвовании Донскому архиерейскому дому Мишкинскую дачу и церковь Рождества Пресвятой Богородицы. Разрешение на перезахоронение он получил, однако не спешил выполнять задуманное. В 1874 году он и сам скончался, был похоронен в склепе новой церкви Рождества Пресвятой Богородицы. С тех пор Мишкинскую дачу стали называть Архиерейской дачей.
В апреле 1875 года останки атамана М. И. Платова и членов его семьи перезахоронили в усыпальницу церкви Рождества Пресвятой Богородицы на Архиерейской даче. На Дачу с места его первого захоронения около строящегося каменного собора в Новочеркасске перенесли также памятник-надгробие атаману М. И. Платову. На фотографии 1936 года виден уже разбитый памятник работы И. Мартоса со сколотой головой атамана.
Останки М. И. Платова находились в усыпальнице церкви Рождества Пресвятой Богородицы до 1911 года, после чего в связи со столетием Отечественной войны 1812 года их опять перенесли в Новочеркасск уже в усыпальницу достроенного в 1905 году Вознесенского собора.

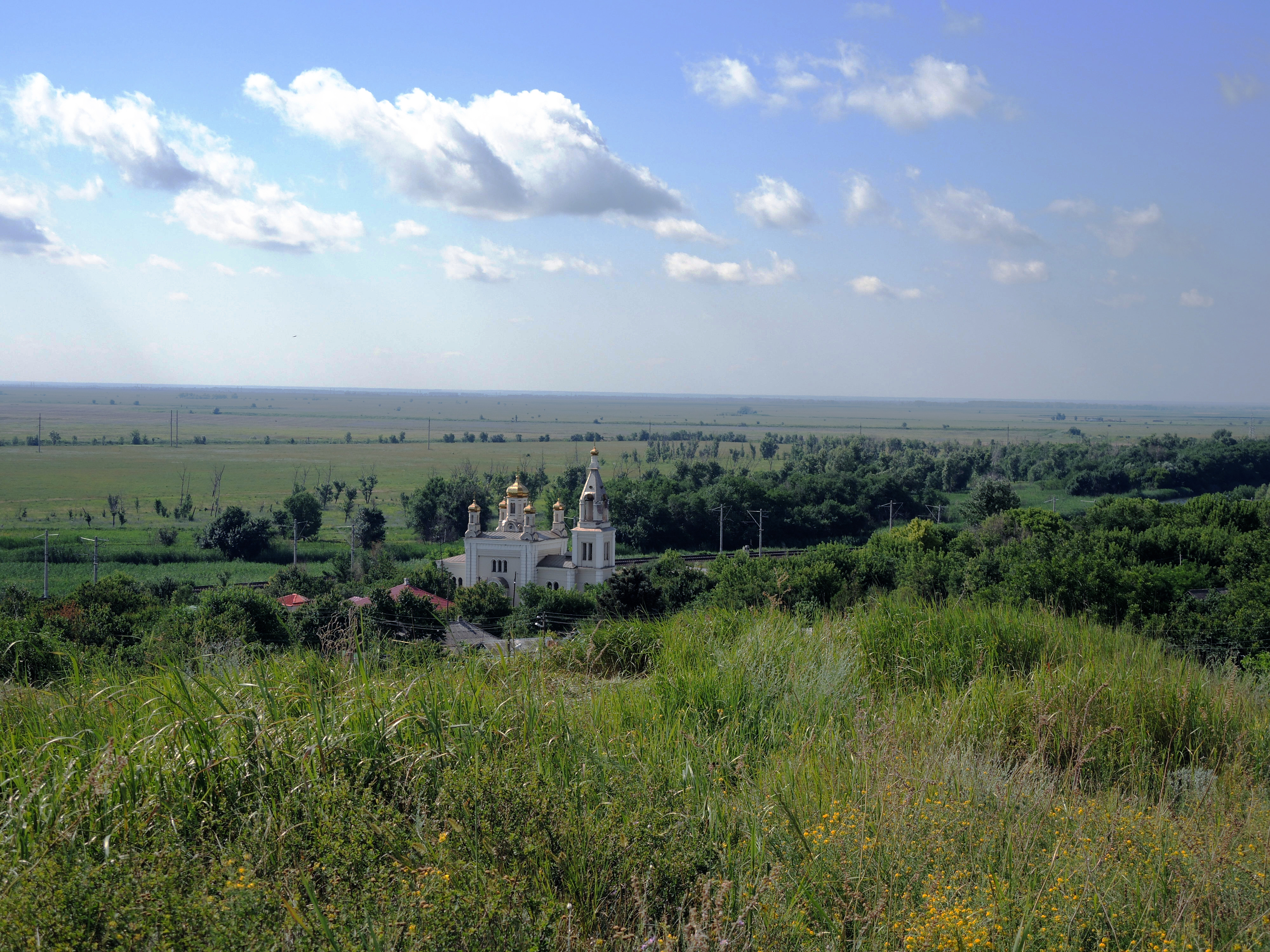
Церковь Рождества Пресвятой Богородицы, вид с холма

Все годы соседства казачьего хутора Малый Мишкин с Платовским загородным двором, а затем с Архиерейской дачей их разделял высокий забор. В начале 1920-х годов Архиерейский загородный двор с постройками присоединили к хутору Малый Мишкин. Рождественскую церковь использовали как хозяйственное помещение.
К концу XX века от церкви Рождества Пресвятой Богородицы остались руины, была разрушена и осквернена и усыпальница рода Платовых. В 1970-х годах местное руководство решило все снести, однако усилиями местных краеведов разрушение было остановлено. Аксайский райисполком № 71 от 21 февраля 1973 года вынес решение о взятии храма на государственную охрану, и считать его памятником архитектуры и истории местного значения.
На фасадной части церкви установили мемориальные доски с текстами: «Здесь в 1818 году был первоначально похоронен атаман Войска Донского, герой Отечественной войны 1812 года Матвей Иванович Платов» (с ошибочным указанием на место первоначального захоронения М. И. Платова, на самом деле был родовой склеп на площади у строящегося Вознесенского Собора в Новочеркасске) и «В хуторе Малый Мишкин летом 1942 года фашистами расстрелян неизвестный красноармеец пожертвовав собой спасший жизнь местному населению», а также барельеф на листовой меди, посвященный подвигу неизвестного солдата. Однако, охрана памятника не осуществлялась. Церковь и усыпальницу продолжали разрушать. Пришлось даже перенести мемориальные доски на здание медпункта в центре хутора.

В 1981 году Аксайский райисполком вынес решение о её реставрации церкви Рождества Пресвятой Богородицы, поскольку на ней разрушились главки, провалились сводчатые покрытия. Было задумано после завершения реставрационных работ устроить в церкви филиал Музея истории донского казачества «Донские казаки в Отечественной войне 1812 года». В этом же году группа архитекторов занималась обмером храма для определения стоимости работ силами ростовской проектной мастерской института «Спецпроектреставрация». Но денег на необходимый ремонт не нашлось.

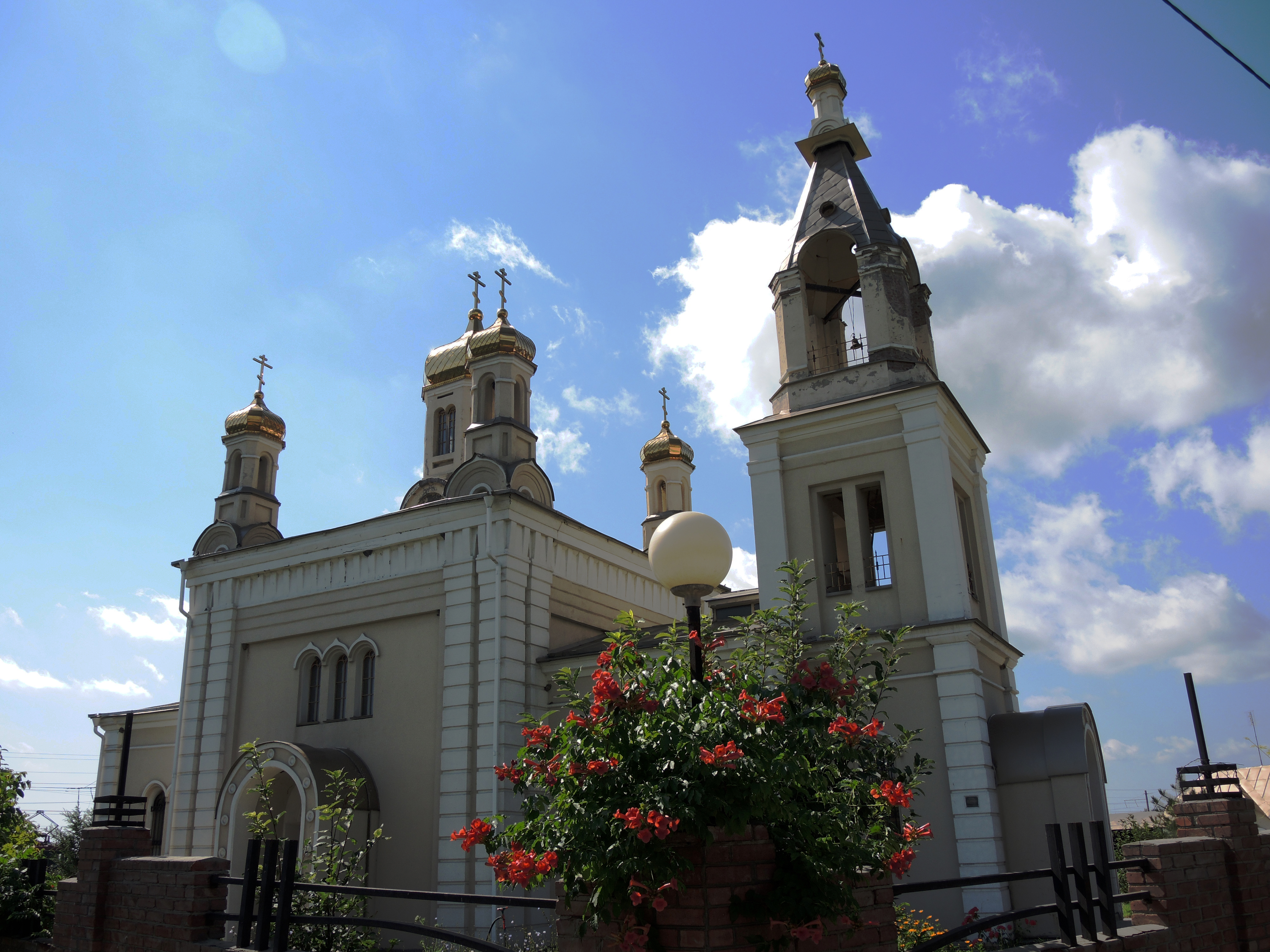
Церковь Рождества Пресвятой Богородицы летом

Летом 1994 года за дело взялись казаки, хуторяне, сотрудники Аксайского музея. Они расчистили территорию вокруг церкви, кладбище, находившееся за храмом, вынесли мусор из усыпальницы. Осенью того года сотрудники Аксайского музея Ю. Н. Зоров, И. В. Соломаха и Г. Б. Черняк стали готовить усыпальницу к реставрации. В темноте и холоде из саркофагов пришлось выбрасывать полутораметровый слой земли. Попадались пуговки, куски обивки гробов, инкрустированные гвозди. В каждом саркофаге одна-две косточки. В этом же году прекратилось финансирование работы и её приостановили. Все находки перешли на хранение хуторскому атаману Коломыйцеву. Но он вскоре умер. О судьбе находок в саркофагах ничего не известно.
В начале 2000-х вновь занялись восстановлением храма. В 2007 году Ростовская организация «Стройиндустрия» провела восстановление храма и благоустройство территории, а в 2008 году Храм Рождества Пресвятой Богородицы в х. Малый Мишкин был восстановлен.
Первое после восстановления богослужение состоялось 28 июня 2009 года.
Престольный праздник Рождества Пресвятой Богородицы — 21 сентября.

## Родовая усыпальница Платовых
При воссоздании храма-памятника не было произведено обследование некрополя храма и родовой усыпальницы Платовых, находившейся в подвале. Обследование было оставлено потомкам, и подвал был просто залит бетоном.
Об усыпальнице рода Платовых можно сказать, что она уничтожена. Не только не найдены и не захоронены останки, но и могилы забетонированы и покрыты плиткой.
В усыпальнице Рождественской церкви «…для вечного поминовения в этой церкви» были похоронены Матвей Иванович Платов (до 1911 года) и его супруга Марфа Дмитриевна (1760—1812) их дочери Марфа Матвеевна Иловайская (1786- ?) и Александра (1791- ?), сыновья Матвей Матвеевич (1793—1815) и Иван Матвеевич (1795—1874), правнук младенец Голицын, Матвей Матвеевич (1837—1888) и Иван Матвеевич (1831—1897 гг.), внуки сына Ивана от первого брака, Архиепископ Донской и Новочеркасский Митрофан (? — 1887).
Рождественская церковь — это и место упокоения сыновей М. И. Платова. Матвей Матвеевич Платов — участник Отечественной войны 1812 года и Заграничного похода 1813—1814 годов. Награждён орденами Святого Георгия IV степени, Святой Анны II степени с алмазами, Святого Владимира II степени с бантом. За отличия в сражениях при Сезане, Фер-Шампенуазе и Арси в 1814 году был произведен в генерал-майоры.
Иван Матвеевич — участник русско-турецкой войны 1806—1812 годов. Во время Отечественной войны 1812 года отличился в сражениях при Гродно — 17 июня 1812 года, у деревни Мир — 27-28 июня 1812 года, под Смоленском — 6-7 августа 1812 года, при Дорогобуже — 12 августа 1812 года, при Бородино- 26 августа 1812 года, при Малоярославце — 13-14 октября 1812 года. Находился в войсках, осаждавших Данциг с 7 по 26 января 1813 года. Награждён орденами Святого Владимира III степени, Святой Анны II степени с алмазами. Кавалер французского ордена Почётного легиона. Уволен в отставку с чином полковника 16 декабря 1820 года. Известен своей благотворительностью. Ежегодно при снаряжении казаков на службу дарил от 50 до 60 лошадей. Донскому Архиерейскому дому пожертвовал свою загородную усадьбу.
Действующий храм не должен утратить своего мемориального значения. На храме должны быть установлены мемориальные доски в память о герое Отечественной войны 1812 года атамане М. И. Платове, его сыновьях генерал-майоре Матвее Матвеевиче и войсковом старшине Иване Матвеевиче, подвиги которых в Отечественной войне 1812 и Заграничном походе 1813—1814 гг. были отмечены высокими наградами.

## Архитектура
Архитектурно-планировочная структура здания церкви была исполнена продольно-осевым планом с симметрично расположенными по оси восток-запад алтарём, храмом, трапезной и колокольней.
Ядро храма с алтарём приближёно к квадрату. Прямоугольный план алтаря и трапезной связан со стремлением архитекторов создать компактный и художественно нейтральный постамент для высотных элементов храма и колокольни.

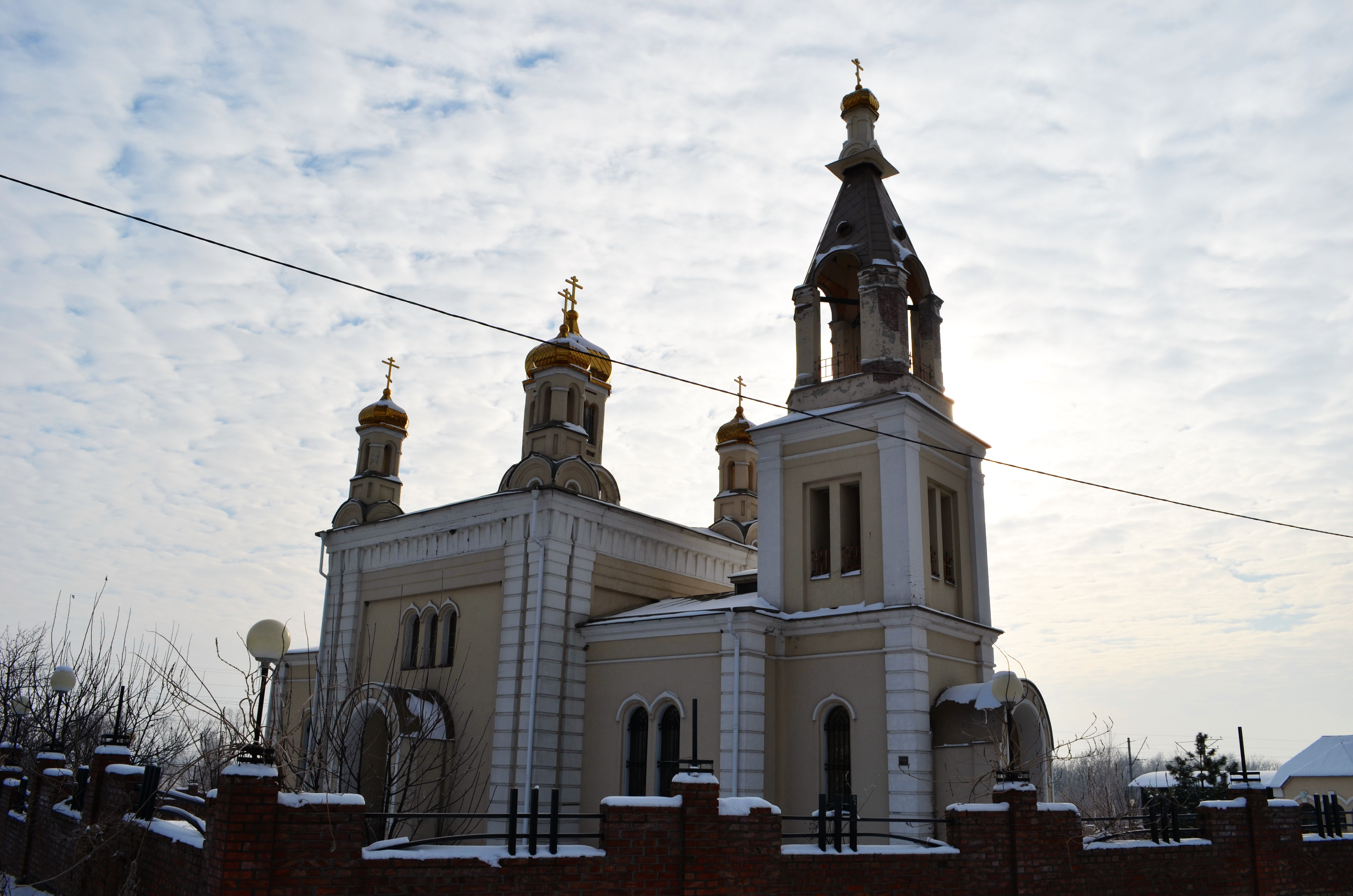
Церковь Рождества Пресвятой Богородицы зимой

Четверик ядра храма увенчан пятиглавием. Объём церкви простой и лаконичный, завершён шлемовидными главами и дугообразными кокошниками у основания барабанов. Его шатёр с небольшой луковичной главкой на колокольне дополнен на северном, южном и западном фасадах тамбурами и входом в подвал. Колокольня храма состоит из двух четвериковых ярусов.
Архитектурно-художественный облик церкви Рождества Богородицы сформировало его кирпичное декорирование, включающее в себя парные рустованные лопатки четверика ядра храма, одинарные колокольни и аспиды, прямоугольные ниши барабанов и дугообразные кокошники, профилированные архивольты строенных и сдвоенных полуциркулярных оконных проёмов, карниз с сухариками. Двухстворчатые двери входа в храм были обиты железом и окрашены в зелёный цвет, металлические решётки на окнах были окрашены в коричневый цвет. Главки церкви и колокольни были покрыты листовым железом и окрашены в зелёный цвет.
Основной элемент оформления фасадов церкви — рустовка, придавал фасадам видимость значительности. Сложный декору храма выполнен изломами фасадной поверхности, характерным для стиля эклектики.
В настоящее время храм имеет позолоченные купола, коричневую крышу, деревянные двери. Окружен кирпичной оградой с металлическими вставками.

## Духовенство
Административно-духовное окормление храма Рождества Пресвятой Богородицы хутора Малый Мишкин по благословению Архиепископа Ростовского и Новочеркасского Пантелеимона проводит клирик храма Александра Невского г. Новочеркасска иерей Михаил Гапоненко.